# Beaterio
Il beaterio, nei paesi di cultura ispanica, era una comunità di donne riunite a condurre vita comune, dedite alla preghiera e a opere di carità (insegnamento, cura degli orfani, ospitalità); la forma di vita delle beate era simile a quella delle religiose ma, a differenza di queste ultime, non emettevano voti.
I beateri erano istituzioni del tutto simili ai beghinaggi diffusi in area fiamminga.
Spesso nei beateri si osservava la regola di un terz'ordine, o comunque le beate erano spiritualmente legate a un ordine religioso maschile.
Si diffusero particolarmente dei possedimenti spagnoli d'oltremare (America Latina, Filippine), dove l'erezione di monasteri veri e propri era più difficoltosa.
Dopo la promulgazione del codice di diritto canonico del 1917, le beate dovettero adeguare la loro forma di vita alla nuova legislazione riguardante i religiosi.
Molti beateri diedero origine a congregazioni religiose (Suore agostiniane missionarie, Suore agostiniane di Nostra Signora della Consolazione, Suore agostiniane recollette, Religiose della Beata Vergine Maria, Betlemite figlie del Sacro Cuore, Suore carmelitane del Sacro Cuore di Gesù, Figlie del Divin Salvatore, Suore di San Domenico di Granada, Suore domenicane dell'insegnamento dell'Immacolata Concezione, Religiose francescane dell'Immacolata Concezione).